# Верхотинный
Верхотинный — ручей в России, протекает по территории Пяльмского сельского поселения Пудожского района Карелии. Длина ручья — 18 км.
Ручей берёт начало из болота без названия.
Течёт преимущественно в южном направлении по заболоченной местности.
Ручей в общей сложности имеет два притока суммарной длиной 8,0 км.
Впадает в ручей Калья на высоте выше 92,7 м над уровнем моря.
Населённые пункты на ручье отсутствуют.
Код объекта в государственном водном реестре — 01040100612102000015983.